# Indeksowanie termów
Indeksowanie termów to zagadnienie polegające na wyszukaniu w pewnym zbiorze termów tych termów (dowolnego albo też wszystkich), które są w pewnej relacji z danym termem. Zagadnieniem temu w szczególności poświęcony jest dział z pogranicza informatyki i matematyki zwany systemem wyszukiwania informacji.
Indeksowanie termów ma wiele zastosowań, ale w większości typowych problemów termów jest mało i są proste, a ich zbiór jest stały.
Zupełnie inaczej ma się to w przypadku systemów automatycznego dowodzenia twierdzeń - tam termów jest dużo, są złożone, i cały czas następuje ich dodawanie i kasowanie. Dobre algorytmy indeksowania termów są więc kluczowe dla wydajności takich systemów.
Ważniejsze algorytmy indeksowania termów to:
- code tree
- context tree
- drzewo dyskryminacyjne (teoria obliczeń)
- substitution tree